# NGC 612
NGC 612 is een spiraalvormig sterrenstelsel in het sterrenbeeld Beeldhouwer. Het hemelobject werd op 29 november 1837 ontdekt door de Britse astronoom John Herschel.

## Synoniemen
- PGC 5827
- ESO 353-15
- MCG -6-4-46
- AM 0131-364
- IRAS01317-3644